# Hockeria menoni
Hockeria menoni är en stekelart som först beskrevs av T.C. Narendran 1986.  Hockeria menoni ingår i släktet Hockeria och familjen bredlårsteklar. Inga underarter finns listade i Catalogue of Life.